# Левченко Гаврило
Левченко Гаврило К. (* 7 квітня 1879, Пирятин — після 1925, згідно деяких даних, репресований у 1937) — український письменник, педагог, культурний діяч.

## Життєпис

«На шляху життя» Гаврила Левченка

Друкуватися почав після 1905 року.
У 1910-х роках — голова «Української громади» Пирятина.
Займався організацією бібліотек, земських шкіл, кооперацій, театральних гуртків.
За революційну та просвітницьку діяльність зазнавав арештів.
Його перу належать комедії та драми «На межі», «День правди», «Цивільний шлюб», «Шахрай», «Світова справа», трагедія «Князь Хорив».
Його п'єси деякий час входили до репертуару професійних театральних труп та аматорських колективів.
Написав розвідку «Народна освіта і земство на Україні» — 1914.
1918 року пирятинське видання Якова Юровського випустило друком його «Оповідання: чернигівські силуети та инші».
Виступав за розвиток освіти українською мовою, останній відомий нарис надрукував 1925.
М. Зеров жартівливо називав його «великим оповідачем з Пирятина».

## Витоки
- Прес-центр[недоступне посилання з липня 2019]
- Українці у світі [Архівовано 7 жовтня 2013 у Wayback Machine.]